# Nuevo Movimiento al Socialismo
El Nuevo Movimiento al Socialismo (Nuevo MAS) es un partido político argentino de posición izquierda y orientación trotskista. Surge en el año 2003 retomando el nombre del partido fundado por Nahuel Moreno, aunque delimitándose de sus preceptos.
A fines del 2016, junto al Movimiento Socialista de los Trabajadores fundaron el frente político que denominaron IFS. Posteriormente, en 2019, el frente se rompe debido a acusaciones mutuas entre ambos partidos. En 2019, obtiene el derecho legal a utilizar el nombre Movimiento al Socialismo.

## Antecedentes
En 1982 Nahuel Moreno funda el Movimiento al Socialismo como sucesor del Partido Socialista de los Trabajadores, que había sido proscripto por la dictadura militar (1976-1983).
Tras el retorno a la democracia se transformó rápidamente en un partido de relativo peso, logrando la dirección sindical en cerca de 150 fábricas y, sobre todo, consiguiendo más de 400.000 votos a nivel nacional en las elecciones presidenciales de 1989 como Izquierda Unida, convirtiéndose en la quinta fuerza electoral, por detrás de la Unión Cívica Radical, el Partido Justicialista, la Unión de Centro Democrático y la Confederación Federalista Independiente; logrando obtener una banca en la Cámara de Diputados de la Nación, que fue ocupada por Luis Zamora y otra en la Cámara de Diputados de la provincia de Buenos Aires, ocupada por Silvia Díaz.
Sin embargo, tras la muerte de Moreno en 1987, estallaron luchas internas que llevaron a la fragmentación del partido, surgiendo así antes de las elecciones de 1989 el Partido de los Trabajadores Socialistas en 1988 y luego el Movimiento Socialista de los Trabajadores en 1992, Convergencia Socialista, el Frente Obrero Socialista, la Liga Socialista Revolucionaria y la Unión Socialista de los Trabajadores. Con el tiempo las fracturas siguieron en los partidos surgidos a partir de fracturas del MAS surgiendo nuevos grupos como Izquierda Socialista e Izquierda de los Trabajadores.

## Actualidad
En 2003 un grupo de exmilitantes del eclosionado MAS, que había roto originalmente junto quienes conformaron el PTS en el año 1988 y luego retornó a esa organización cuando se encontraba en un frente con el PC Argentino, se reagruparon para fundar un nuevo partido, el Nuevo MAS. En un artículo publicado en 2004 esta nueva organización hace una revisión de algunos postulados de la corriente originaria fundada por Moreno.
En noviembre de 2008 le fue retirada la personería jurídica que lo reconocía como partido político dentro de la Provincia de Buenos Aires, debido a que no consiguió un mínimo de 2% de los votos en las últimas dos elecciones y que no contó con el aval de al menos cinco partidos de distrito.
En las elecciones legislativas de 2009 integró, junto con Izquierda Socialista y el Partido de los Trabajadores Socialistas, el Frente de Izquierda y los trabajadores Anticapitalista y Socialista, obteniendo poco más del 1% de los votos en la provincia de Buenos Aires.[cita requerida]

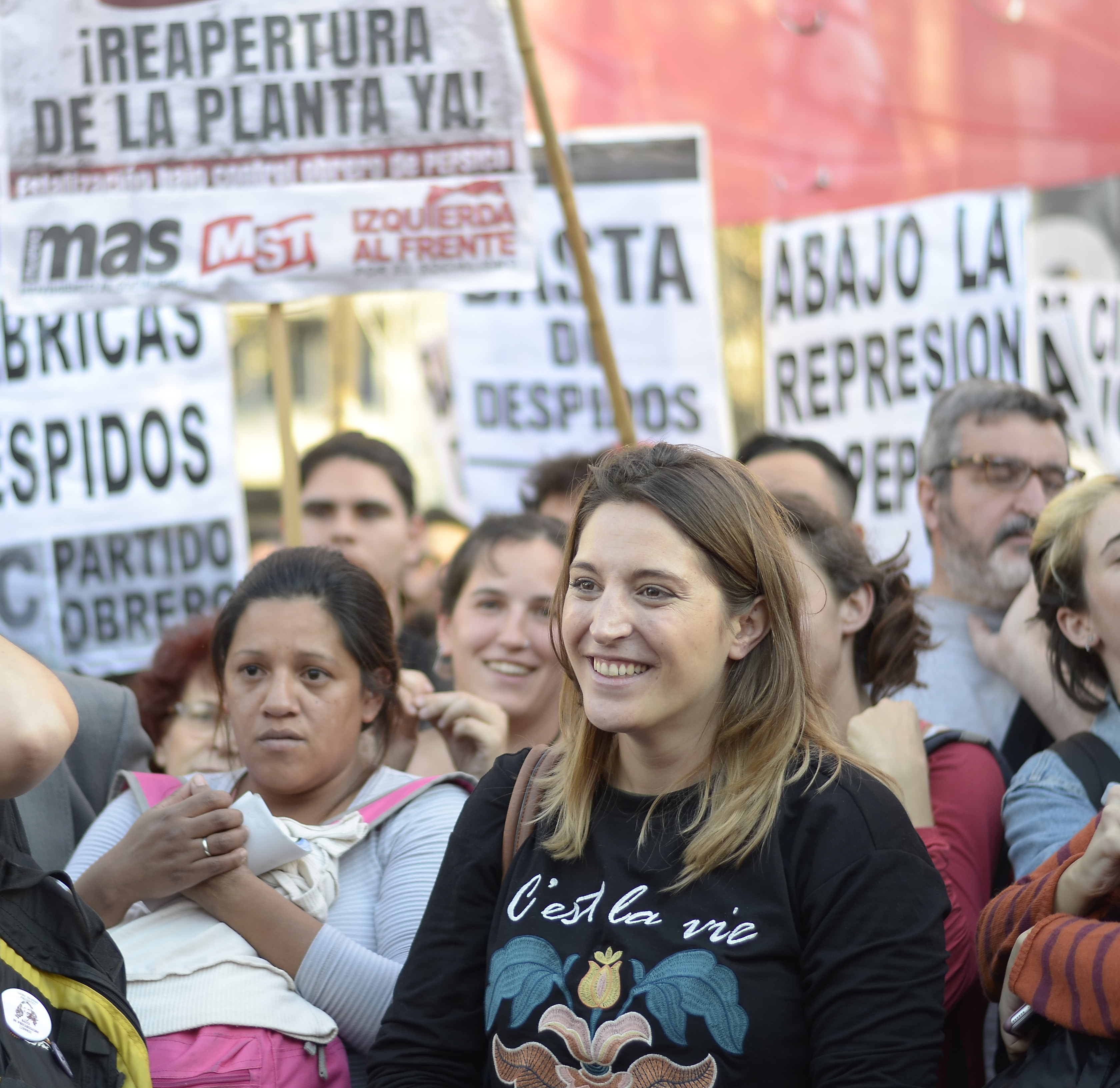
Manuela Castañeira - Candidata a Diputada Nacional por Buenos Aires de Izquierda al Frente (NMAS - MST) 2017

El partido presentó candidatos propios para las Elecciones primarias de Argentina de 2011 ciudad de Buenos Aires y la provincia, no logrando obtener el 1,5% de los sufragios, condición necesaria para presentarse en los comicios generales.
De cara a las elecciones primarias de 2013, presentaron candidaturas en la ciudad de Buenos Aires, la Provincia de Buenos Aires, Neuquén y Córdoba, no logrando superar el mínimo para presentarse a las elecciones generales en ningún distrito. En dichos comicios primarios, consiguió 115.000 votos a nivel nacional.[cita requerida] En las elecciones primarias de Argentina de 2015, el MAS fue representado por Manuela Castañeira, la precandidata a presidenta más joven en esa elección, obteniendo 103.742 votos, lo que representó solo el 0,44% de los sufragios y quedando consecuentemente inhabilitado para presentarse a las elecciones generales de octubre de ese año.
A fines de noviembre del 2016 el Nuevo MAS formó junto al Movimiento Socialista de los Trabajadores, Izquierda al Frente por el Socialismo. Ante las elecciones legislativas del 2017 el frente presentó como candidatos a diputadas nacionales en Provincia de Buenos Aires a Manuela Castañeira - Guillermo Pacagnini y a Vilma Ripoll - Héctor Heberling como candidatos a senadores nacionales. Este frente logró pasar las PASO en trece provincias y obtuvo buenos resultados en Entre Ríos, Santa Cruz, San Juan y Salta.[cita requerida]
Izquierda al Frente paso a tener acusaciones de principios entre ambos partidos, el cual llevó a una ruptura del mismo.
En las elecciones presidenciales 2019 Manuela Castañeira fue precandidata a presidenta de la nación por el Nuevo MAS. En una publicación del Boletín Oficial de la República Argentina, queda notado que ha recuperado la denominación Movimiento al Socialismo con las siglas MAS.

## Ediciones
El Nuevo MAS edita un periódico, llamado Socialismo o Barbarie (SoB) de tirada semanal. El periódico SoB llega a casi todo el país. Además tiene una editorial llamada Gallo Rojo que se encarga de divulgar textos de los clásicos del marxismo y producciones originales. Su librería se encuentra en Chile 1362 (CABA), librería que pone a la venta textos de política, historia, filosofía, etc de todas las editoriales y autores.
Por otro lado, también edita anualmente la revista de su corriente internacional Socialismo o Barbarie, dedicada enteramente al debate político y teórico con aportes de autores de distintos países.

## Corriente internacional
A partir de la fundación del Nuevo MAS, una de las prioridades fue la construcción de una corriente internacional izquierdista que le permita ser parte de los procesos internacionales. Con esfuerzo esta corriente logró inserción en Costa Rica, Honduras, Europa (Francia y España), Brasil y otros países.

## Resultados electorales

### Elecciones presidenciales
| Elección | Fórmula            | Fórmula          | Primarias | Primarias | Primera vuelta | Primera vuelta | Segunda vuelta | Segunda vuelta | Resultado   | Nota                                                     |
| Elección | Presidente         | Vicepresidente   | Votos     | %         | Votos          | %              | Votos          | %              | Resultado   | Nota                                                     |
| -------- | ------------------ | ---------------- | --------- | --------- | -------------- | -------------- | -------------- | -------------- | ----------- | -------------------------------------------------------- |
| 2007     | José Montes        | Héctor Heberling |           |           | 84.694         | 0.44           |                |                | No elegido. | Frente de Izquierda y los Trabajadores por el Socialismo |
| 2015     | Manuela Castañeira | Jorge Ayala      | 103.742   | 0,44      |                |                |                |                | No elegido. | Sin alianza.                                             |
| 2019     | Manuela Castañeira | Eduardo Mulhall  | 173 584   | 0.71      |                |                |                |                | No elegido. | Sin alianza.                                             |
| 2023     | Manuela Castañeira | Lucas ruiz       | 85.628    | 0.36      |                |                |                |                | No elegido. | Sin alianza.                                             |

### Cámara de Diputados
| Año  | Votos  | %    | Bancas  | Bancas   | Posición | Presidencia              | Nota                                                                       |
| Año  | Votos  | %    | Ganadas | En total | Posición | Presidencia              | Nota                                                                       |
| ---- | ------ | ---- | ------- | -------- | -------- | ------------------------ | -------------------------------------------------------------------------- |
| 2003 | 33.000 | 0,21 | 0/127   | 0/257    | -        | Eduardo Duhalde (PJ)     | Sin Alianza.                                                               |
| 2005 | 44.394 | 0,26 | 0/127   | 0/257    | -        | Néstor Kirchner (PJ-FPV) | Alianza Movimiento al Socialismo - Partido de los Trabajadores Socialistas |